# علي صديقين
علي صديقين (بالإندونيسية: Ali Sadikin) (و. 1927 – 2008 م) هو سياسي من إندونيسيا ولد في جاوة الغربية. وشغل منصب الحاكم الرابع لجاكرتا من عام 1966 حتى عام 1977. توفي في سنغافورة